# Arp 220
Arp 220 és el resultat d'una col·lisió entre dues galàxies que ara estan en procés de fusió. És l'objecte número 220 en l'Atles de galàxies peculiars de Halton Arp.

## Característiques
Arp 220 és la galàxia infraroja ultralluminosa (ULIRG) més propera a la Terra. IRAS va descobrir que gairebé el 99 % de la seva energia total s'emet com a radiació infraroja. Sovint es la considera com el prototip de ULIRG i com a resultat ha estat objecte de nombrosos estudis. Es creu que la major part de la seva producció d'energia és el resultat d'una ràfega massiva de formació estel·lar, o starburst, probablement de la fusió de dues galàxies més petites. De fet, Arp 220 té dos nuclis galàctics. Les dues galàxies van començar a fusionar-se fa uns 700 milions d'anys.
En 1997 i 2002, observacions amb Hubble d'Arp 220, preses en llum visible amb la càmera avançada per a sondejos, i en llum infraroja amb NICMOS, van revelar més de 200 enormes cúmuls d'estels en la part central de la galàxia. La més massiva d'aquestes agrupacions conté 10 milions de masses solars. A l'octubre de 2011, els astrònoms van descobrir set supernoves,rècord, totes trobades al mateix temps en Arp 220. Arp 220 conté almenys dos màsers astrofísics brillants, un megamàser OH i un màser d'aigua. Els astrònoms del Radiotelescopi d'Arecibo han detectat molècules orgàniques en la galàxia.
El nucli occidental és un probable nucli actiu, perquè han estat detectats raigs X.